# 新潟県道267号石打停車場線
新潟県道267号石打停車場線（にいがたけんどう267ごう いしうちていしゃじょうせん）は、新潟県南魚沼市内を通る一般県道である。

## 概要

### 路線データ
- 起点：石打停車場（新潟県南魚沼市関字西裏）
- 終点：新潟県南魚沼市関字東町下（国道353号・新潟県道28号塩沢大和線交点）

## 地理

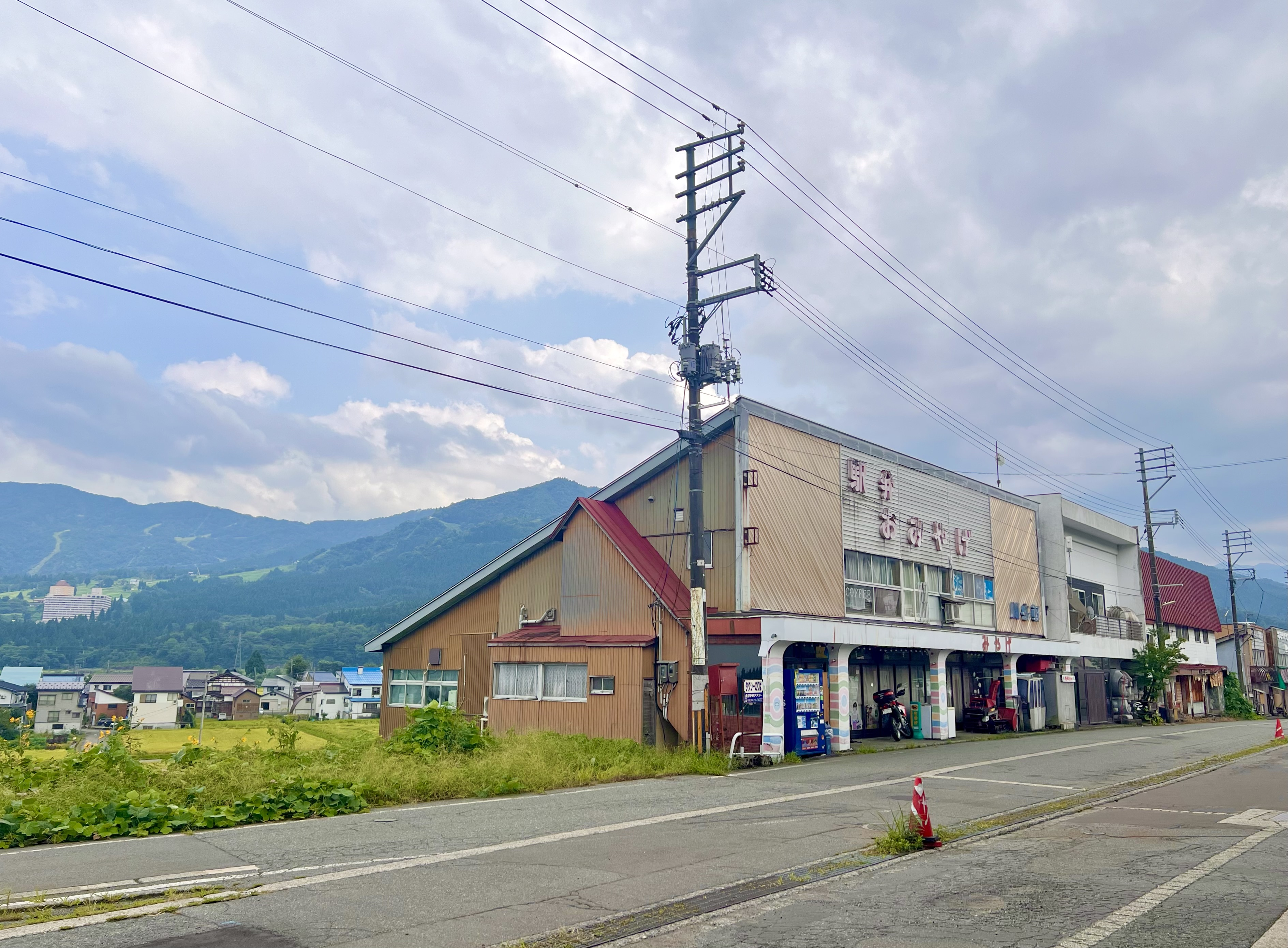
石打駅前の県道267号

### 通過する自治体
- 新潟県
南魚沼市

### 交差する道路
- 新潟県道451号石打停車場塩沢線（起点：南魚沼市関字西裏、「石打駅」前）
- 新潟県道28号塩沢大和線（石打駅前交差点 - 南魚沼市関字東町下（終点）で重複）
- 国道353号（終点：南魚沼市関字東町下）

### 沿線
- JR上越線 石打駅
- 関越自動車道 塩沢石打サービスエリア
- 南魚沼市立上関小学校
- ゆきぐに信用組合 石打支店
- JAみなみ魚沼 石打支店
- 石打郵便局
- 魚野川
- 石打丸山スキー場
- 石打花岡スキー場
- 株式会社小野塚組